# Cerastes
Cerastes és un gènere de serps de la família Viperidae que inclou quatre espècies verinoses d'escurçons propis de regions desèrtiques i semidesèrtiques del nord d'Àfrica i Pròxim Orient.

## Taxonomia
El gènere Cerastes inclou 4 espècies:
- Cerastes boehmei Wagner & Wilms, 2010- Tunísia
- Cerastes cerastes (Linnaeus, 1758) - Nord d'Àfrica i Pròxim Orient
- Cerastes gasperettii Leviton i Anderson, 1967 Pròxim Orient
- Cerastes vipera (Linnaeus, 1758) - Nord d'Àfrica